# Uroš I. (Raszien)
Uroš I. war ein Groß-Župan von Fürstentum Raszien von etwa 1118 bis 1140.
Nachdem sein Onkel Vukan von Byzanz geschlagen worden war, wurde Uroš I. mit der Unterstützung von Đorđe Vojisavljević, dem König von Dioklitien, um 1118 Župan von Raszien. Er sagte sich los von Byzanz, suchte ein Bündnis mit Ungarn und erneuerte den Einfluss Rasziens auf Dioklitien und die Küstenländer.
Nach dem Tod von Đorđe Vojisavljević ca. im Jahr 1131 brachte Uroš Dioklitien und die Küstenländer ganz unter die Herrschaft von Raszien, unter der sie bis 1360 blieben. Er selbst wurde Groß-Župan. Uroš I. hatte zwei Söhne und eine Tochter. Sein ältester Sohn Uroš II. folgte ihm als Groß-Župan, während der jüngere Sohn Beloš wurde Prinzregent Ungarns (siehe Geschichte der Serben der Vojvodina) und seine Tochter Jelena wurde die Gemahlin des ungarischen Königs Béla II.
| Vorgänger | Amt                             | Nachfolger |
| --------- | ------------------------------- | ---------- |
| Vukan     | Großžupan von Raszien 1118–1140 | Uroš II.   |

| Personendaten    | Personendaten                      |
| ---------------- | ---------------------------------- |
| NAME             | Uroš I.                            |
| KURZBESCHREIBUNG | serbischer Groß-Župan (≈1118–1140) |
| GEBURTSDATUM     | 11. Jahrhundert                    |
| STERBEDATUM      | 12. Jahrhundert                    |